# Adrien de Gerlache
Adrien-Victor-Joseph de Gerlache de Gomery (2. srpen 1866, Hasselt – 4. prosinec 1934, Brusel) byl belgický námořní důstojník, polárník, a cestovatel.
V letech 1897-1899 vedl první antarktickou expedici, která se zaměřovala výhradně na vědecké pozorování. Na lodi Belgica plul tehdy i Gerlachův přítel Roald Amundsen, který později jako první dosáhl jižního pólu. Výprava začala objevy severně od Grahamovy země, pak však Gerlache navigoval Belgicu do ledových ker, kde zůstala uvězněná po dobu 13 měsíců, a stala se tak první lodí, která strávila celou zimu v Antarktidě.
Po této slavné výpravě se zúčastnil i dalších: roku 1901 do Perského zálivu, roku 1905 řídil oceánografické studie u východního pobřeží Grónska, roku 1907 severně od Skandinávie a Ruska, roku 1909 v Barentsově moři a znovu v Grónsku. Při této příležitosti roku 1909 Gerlache přešel celé Grónsko od západu k východu na 77 ° severní šířky.
Pomáhal anglickému cestovateli Ernestu Henrymu Shackletonovi při plánování britské Trans-antarktická expedice, jež se konala v letech 1914–1917.